# Готский альманах
Го́тский альмана́х (Almanach de Gotha) — самый авторитетный справочник по генеалогии европейской аристократии, ежегодно издававшийся на немецком и французском языках в 1763—1944 годах в городе Гота (герцогство Саксен-Кобург-Гота).
Включал родословные росписи правящих домов и наиболее значительных родов титулованного (преимущественно медиатизованного) дворянства Европы. Начиная с 1997 года предпринято несколько попыток возобновить издание альманаха.
Для привлечения читателей, редакция с 1768 г. начала помещать рисунки, гравированные на стали лучшими граверами; первое время помещались сцены из известнейших романов, с 1793 г. начали появляться портреты современных знаменитостей, а с 1832 г. остались одни портреты царственных особ. Альманах включал две части: генеалогическую (текущий состав царствующих домов Европы, медиатизированных домов, а также различных герцогских и княжеских домов Европы) и дипломатическо-статистическую (перечень высших должностных лиц всех государств, дипломатический корпус, статистические данные). С 1794 г. ежегодно помещалась хроника политических событий европейских и других государств.
Правящую в России династию «Готский альманах» именовал «Гольштейн-Готторп-Романовы», так же делали и другие иностранные издания. Продолжительное время на это в России не обращали внимания, пока императрица Александра Фёдоровна, болезненно относившаяся к теме «немецкости», не потребовала от редакции справочника убрать первые два элемента фамилии. В противном случае она угрожала запретить ввоз этого ежегодника в Россию. Начальник канцелярии министерства императорского двора А. А. Мосолов описывает в своих воспоминаниях, что был вынужден заметить, что «по мнению редакции „Альманаха“, наименование династии исторически точно (император Павел — сын герцога Петра Гольштейн-Готторпского) и изменено быть не может». По его утверждению, запретить альманах тем более нельзя, «так как [это] вызовет общеевропейский скандал. Самый аристократический, легитимистический „Альманах“ запрещён для ввоза в Россию. Конечно, доищутся до этих двух слов, вызвавших запрещение; пойдут пересуды по всей столице и за границей, „Альманах“ будет тайно ввозиться в Россию дипломатами и даст пищу для обсуждения деликатного династического вопроса, совершенно широкой публике неизвестного. Поверьте, Ваше Величество, годами печатают этот заголовок, и никто на него не обращает внимания. Лучше его игнорировать, чем подымать шум».